# كريس روبرتس
كريس روبرتس (بالألمانية: Chris Roberts)‏ (13 مارس 1946 في ميونخ - 2 يوليو 2017) هو مغني شلاغر، ومنتج موسيقي وممثل ألماني. متزوج منذ عام 1989 مع الممثلة والمغنية كلاوديا روبرتس ولهما ولدان وبنت.

## حياته
كان كريس روبرتس واحداً من أشهر المغنيين الألمان الذين يغنون باللغة الألمانية في السبعينات من القرن الماضي.
عمل كريس ابتدءً من عام 1961 تكويناً مهنياً كميكانيكي كهربائي. درس عام 1963 العلوم التطبيقية. في عام 1964 انضم إلى عالم الموسيقى وعمل في أول الأمر درمزي في فرقة روك أند رول بلو روكتس. في عام 1966 طوره هانس بيرترام ووقع عقداً مع شركة التسجيلات الألمانية بوليدور. في عام 1973 أخرج أغنيته التي حققت له نجاحاً كبيراً في مشواره الفني لا تقدر أن تبقى دائما 17 سنة.

## الموقع
- موقع كلاوديا وكريس روبرتس

## روابط خارجية
- كريس روبرتس على موقع IMDb (الإنجليزية)
- كريس روبرتس على موقع ميوزك برينز (الإنجليزية)
- كريس روبرتس على موقع أول موفي (الإنجليزية)
- كريس روبرتس على موقع أول ميوزيك (الإنجليزية)
- كريس روبرتس على موقع ديسكوغز (الإنجليزية)
- كريس روبرتس على موقع قاعدة بيانات الفيلم (الإنجليزية)
- كريس روبرتس على موقع كينوبويسك (الروسية)